# Газотранспортна система України

Газотранспортна система України

Газотра́нспортна систе́ма (ГТС) Украї́ни — одна з найбільших у світі газотранспортних систем. Вона виконує дві основні функції: забезпечення природним газом внутрішніх споживачів, а також транзит природного газу через територію України у країни Західної та Центральної Європи.

## Характеристика
Параметри станом на березень 2009:

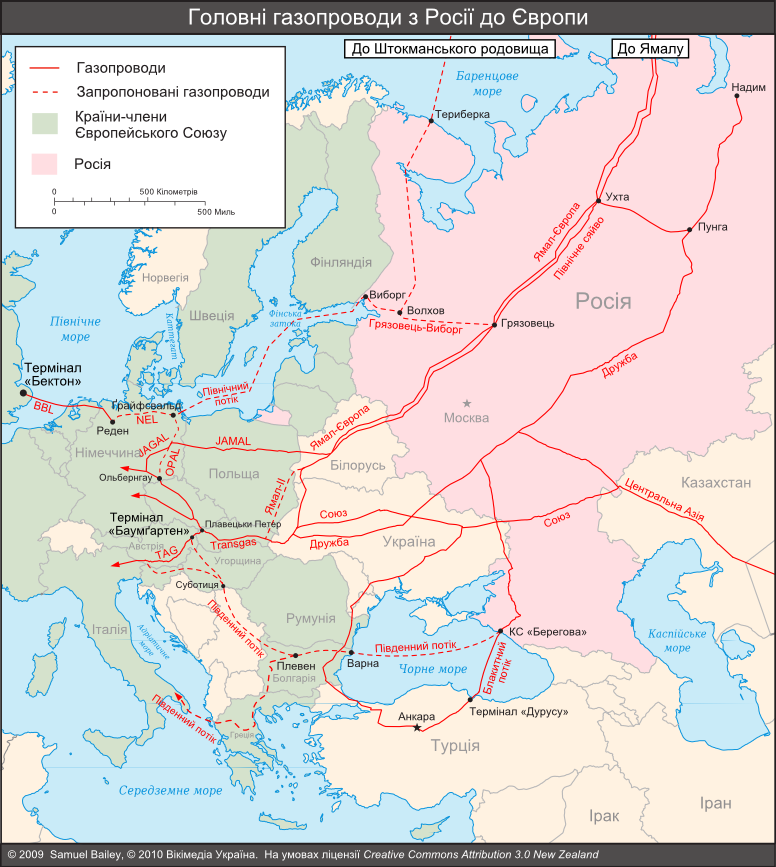
Існуючі та заплановані газопроводи Росія-Європа

- Довжина газопроводів: всього 37,0 тис. км, зокрема:
  - магістральних газопроводів: 22,2 тис. км.
    - в тому числі діаметром 1020—1420 мм: 14,0 тис. км.

  - газопроводів-відводів: 14,8 тис. км.
- Пропускна здатність газотранспортної системи:
  - на вході: 288 км³/рік[3].
  - на виході: 178,5 км³/рік[3].
    - в тому числі у країни Європи: 142,5 км³/рік[3].
    - до Молдови: 3,5 км³/рік[3].
- Кількість компресорних станцій: 72 шт.
- Кількість компресорних цехів: 110 шт.
- Кількість газоперекачувальних агрегатів: 702 шт.
- Потужність компресорних станцій: 5442,9 МВт.
- Кількість підземних сховищ газу (ПСГ): 13 шт.
- Загальна активна місткість ПСГ: 31 км³.
- Кількість газорозподільних станцій: 1437 шт.

Газотранспортна система включає також під'їзні шляхи, захисні споруди тощо.

## Стан ГТС
На початок 2006 року:
- сплив термін амортизації близько 29 % українських газопроводів,
- 60 % комунікацій газотранспортної системи (ГТС) перебували в експлуатації від 10 до 33 років.
- Кожен третій агрегат із перекачування газу відпрацював моторесурс і потребує реконструкції.
- 11,6 тис. км газових мереж (близько 7 %) і 4,9 тис. газорегуляторних пунктів (близько 14 %) експлуатуються більше відведеного амортизаційного терміну.

У 2005 році балансові втрати газу при транспортуванні по ГТС України становили 1,06 млрд м3 (0,5 % загального обсягу, що надійшов у країну).
Під час транспортування російського газу до Європи Укртрансгаз витрачає близько 7 млрд м3 газу на рік (технологічний газ)
|                                            | 2006 | 2007 | 2008  | 2010 |
| ------------------------------------------ | ---- | ---- | ----- | ---- |
| Вартість технологічного газу (USD/тис. м3) | 90   | 130  | 179,5 |      |
| Ставка транзиту (USD за тис. м3 на 100 км) | 1,6  | 1,6  | 1,7   | 2,04 |

«Низьку ціну на транспортування газу з Росії до ЄС Україна компенсувала низькими цінами на блакитне паливо для внутрішніх споживачів. По суті, коштом Укртрансгазу оплачували субсидії бізнесу та населенню, а компанія не мала змоги виділяти достатньо грошей на модернізацію ГТС, — каже Володимир Омельченко, провідний експерт енергетичних програм Центру Разумкова. — На ці потреби щороку слід виділяти щонайменше $500 млн, а реально протягом кількох років ці статті витрат фінансували на 25–30 %».
«Принаймні третину грошей, які виділяли на ГТС, розкрадали, — розвиває тему Олександр Тодійчук, президент Київського міжнародного енергетичного клубу Q-club. — Саме тому потрібних регламентних робіт із підтримки ГТС у належному стані не виконували, технічні кондиції системи почали погіршуватися, і країни Євросоюзу всерйоз занепокоїлися».

## Обсяги транзиту природного газу територією України
Нафтогаз України наводить щорічні обсяги транспортування газу через територію України в діаграмі - — з 1991 по 2011.
В 2016 році через українську ГТС транзит російського газу до країн Європи склав 82,2 млрд м3, в 2015 році — 67,1 млрд м3.
Угоди укладені 30 грудня 2019 року між НАК «Нафтогаз України», ТОВ «Оператор ГТС України» та російським «Газпромом» передбачали мінімальні зафіксовані обсяги транзиту за роками: 2020 р. – 65 млрд м³, 2021–2024 рр. – по 40 млрд м³ газу щорічно.
| Рік    | Всього транзит млрд м3 | В країни ЄС, млрд м3 | До інших країн Європи, млрд м3 |
| ------ | ---------------------- | -------------------- | ------------------------------ |
| 1991   | 113,9                  | 99,7                 | 14,2                           |
| 1992   | 122,9                  | 92,9                 | 30,0                           |
| 1993   | 125,2                  | 95,2                 | 30,0                           |
| 1994   | 128,9                  | 99,7                 | 29,2                           |
| 1995   | 137,7                  | 110,2                | 27,5                           |
| 1996   | 139,9                  | 116,5                | 23,4                           |
| 1997   | 133,2                  | 108,4                | 24,8                           |
| 1998   | 141,1                  | 114,9                | 26,2                           |
| 1999   | 133,3                  | 118,7                | 14,6                           |
| 2000   | 120,6                  | 109,3                | 11,3                           |
| 2001   | 124,4                  | 105,3                | 19,1                           |
| 2002   | 121,6                  | 106,1                | 15,6                           |
| 2003   | 129,2                  | 112,4                | 16,8                           |
| 2004   | 137,1                  | 120,3                | 16,8                           |
| 2005   | 136,4                  | 121,5                | 14,9                           |
| 2006   | 128,5                  | 113,8                | 14,7                           |
| 2007   | 115,2                  | 112,1                | 3,1                            |
| 2008   | 119,6                  | 116,9                | 2,7                            |
| 2009   | 95,8                   | 92,8                 | 3,0                            |
| 2010   | 98,6                   | 95,4                 | 3,2                            |
| 2011   | 104,2                  | 101,1                | 3,1                            |
| 2012   | 84,3                   | 81,2                 | 3,1                            |
| 2013   | 83,7                   |                      |                                |
| 2014\| | 62,2                   | 59,4                 | 2,8                            |
| 2015   | 67,1                   | 64,2                 | 2,9                            |
| 2016   | 82,2                   |                      |                                |
| 2017   | 93,5                   |                      |                                |
| 2018   | 86,8                   |                      |                                |
| 2019   | 89,6                   |                      |                                |
| 2020   | 55,8                   |                      |                                |
| 2021   | 41,7                   |                      |                                |

## Необхідні інвестиції
На березень 2009 року загальна сума інвестицій, необхідних для модернізації та реконструкції ГТС України, становить $3 млрд. 18,5 млн, зокрема:
- на реконструкцію та будівництво компресорних станцій — $1435,3 млн;
- на модернізацію лінійної частини газопроводів — $616,3 млн;
- на підземні сховища газу — $455,3 млн;
- на будівництво нових газовимірювальних станцій (ГВС) на вході в газотранспортну систему України (тобто на східному кордоні з Росією) — $448 млн (газовимірювальні станції на східному кордоні, мінімум дев'ять штук, дуже потрібні Україні, адже досі всі виміри здійснюються на російському боці).

Вартість модернізації та реконструкції ГТС України є набагато нижчою, ніж будівництво нових газомагістралей, як ті самі «Північний потік» і «Південний потік» ($73 млрд).
Пріоритетні проєкти модернізації та реконструкції
- Західний транзитний коридор, а саме:
  - газопровід «Союз»;
  - газопровід Уренгой — Помари — Ужгород;
  - газопровід «Прогрес».
- Південний транзитний коридор, а саме:
  - газопровід Єлець—Кременчук—Кривий Ріг;
  - газопровід Ананьїв—Тирасполь—Ізмаїл.
- підземні сховища газу:
  - Більче—Волицько—Угерське;
  - Богородчанське.
- газовимірювальні станції «Ужгород», «Берегове», «Дроздовичі», «Текове», «Орлівка».

## Спільна ЄС–Україна міжнародна конференція щодо модернізації газотранзитної системи України
Відбулася 23 березня 2009 року у Брюсселі. В ході конференції підписана Спільна заява України, міжнародних фінансових інституцій і Європейської комісії, що створює дипломатичні й організаційні передумови для започаткування процесу повного реформування газотранспортної системи України від радянського типу до європейського зразка, в тому числі будівництво нових газовимірювальних станцій на східному кордоні України.
За участю Єврокомісії і міжнародних фінансових інституцій зафіксовано позицію щодо додаткового розширення потужностей ГТС на 60 млрд кубометрів газу на рік за рахунок вкладення $5–6 млрд.
Опісля подій 2014 було заявлено про ймовірність втрати контролю над ГТС Україною, і його передача до компаній сторонніх держав.

## Управління ГТС України

### Передумови створення незалежного оператора ГТС України
2014 року, Україна вирішила розширити економічні відносини з країнами ЄС і стати повноправною учасницею газового ринку Європи — для цього уряд України підписав Угоду про асоціацію з Європейським Союзом, згідно з якою взяв на себе зобов'язання провести в країні реформи. Зокрема, на ринку природного газу — анбандлінг (відокремлення діяльності з транспортування газу від видобутку, розподілу, постачання природного газу) та перехід на добове балансування.
2015 року Верховна Рада України прийняла закон «Про ринок природного газу».
2016 року Кабінет Міністрів України прийняв Постанову № 496 "Про відокремлення діяльності з транспортування та зберігання (закачування, відбору) природного газу.
2017 року, АТ «Магістральні газопроводи України» зареєстроване Державним реєстратором. Дані про Товариство внесені в Єдиний державний реєстр про проведення державної реєстрації юридичної особи.
04 лютого 2019 року — АТ «Укртрансгаз» ухвалило рішення про заснування ТОВ «Оператор ГТС України».
05 лютого 2019 року — ТОВ «Оператор ГТС» зареєстроване Державним реєстратором. Дані про Товариство внесені в Єдиний державний реєстр про проведення державної реєстрації юридичної особи.
01 червня 2019 року — з АТ «Укртрансгаз» переведено більше 10 тисяч співробітників в ТОВ «Оператор ГТС України».
З 01 липня 2019 року АТ «Укртрансгаз» передав функцію технічної експлуатації газотранспортної системи в ТОВ «Оператор ГТС України».
18 вересня 2019 року Кабінет Міністрів України прийняв Постанову № 840 «Про відокремлення діяльності з транспортування природного газу та забезпечення діяльності оператора газотранспортної системи», якою обрав модель відокремлення діяльності з транспортування природного газу як модель відокремлення для оператора ГТС, яка перебуває в державній власності та не підлягає приватизації. Постановою визначено, що ТОВ «Оператор ГТС України» має право подати до НКРЕКП запит на сертифікацію як оператора ГТС. А також затверджено план заходів з виконання вимог щодо відокремлення і незалежності оператора ГТС, зокрема — передача ТОВ «ОГТСУ» у власність та управління державній компанії ПАТ «Магістральні газопроводи України», що підпорядкована Міністерству фінансів України.
27 вересня 2019 року — ТОВ «Оператор ГТС України» розпочало підписну кампанію: учасникам ринку газу запропоновано укласти договір на транспортування з відкладальною обставиною.
01 жовтня 2019 року — Центральну фізичну та комерційну диспетчерську АТ «Укртрансгаз», що координує роботу ГТС України, переміщено в приміщення ТОВ «Оператор ГТС України».
04 жовтня 2019 року — ТОВ «Оператор ГТС України» подало до НКРЕКП заявку на сертифікацію як оператора газотранспортної системи. Паралельно з цим заявка була подана до Секретаріату Енергетичного співтовариства Євросоюзу.
07 жовтня 2019 року — ТОВ «Оператор ГТС України» погодив з Секретаріатом Енергетичного співтовариства зміни до нормативно-правової бази для проведення анбандлінгу та надав їх відповідним державним органам для опрацювання.
18 вересня 2019 року — Постанова Кабінету Міністрів України № 791-р, якою Міністерству фінансів передаються повноваження з управління корпоративними правами держави щодо акціонерного товариства «Магістральні газопроводи України».
12 листопада 2019 року — ТОВ «Оператор ГТС України» подав пакет документів до НКРЕКП на отримання ліцензії на право провадження господарської діяльності з транспортування природного газу.
15 листопада 2019 року — Президент України Володимир Зеленський підписав Закон України «Про внесення змін до деяких законодавчих актів України у зв'язку з відокремленням діяльності з транспортування природного газу», який дозволяє здійснити відокремлення від НАК «Нафтогаз України» діяльності з транспортування природного газу (анбандлінг).
22 листопада 2019 року — НКРЕКП схвалила попереднє рішення про сертифікацію ТОВ «Оператор ГТС України».
17 грудня 2019 року — Секретаріат Енергетичного співтовариства погодив сертифікацію Оператора ГТС України.
24 грудня 2019 року — НКРЕКП ухвалила остаточне рішення з 01 січня 2020 року сертифікувати та ліцензувати ТОВ «Оператор ГТС України», а також встановити тарифи на послуги транспортування природного газу для точок входу і точок виходу з ГТС на міждержавних з'єднаннях на 2020—2024 роки.

### ТОВ «Оператор ГТС України»
Починаючи з 1 січня 2020 року, ТОВ «Оператор ГТС України» є сертифікованим оператором газотранспортної системи України і є повністю незалежним від вертикально-інтегрованих підприємств.
Акціонером ТОВ «Оператор ГТС України» є АТ «Магістральні газопроводи України» (МГУ), що знаходиться у 100 % володінні Міністерства фінансів України.
За період з січня по червень 2021 року ТОВ «Оператор ГТС України» отримала прибуток у розмірі 5,6 мільярда гривень.
5 вересня 2023 внесене рішення засновників щодо припинення «МГУ» в результаті реорганізації.

## Перспективи
У довгострокових планах ТОВ «Оператора ГТС України» розглядає використання регіональної та транспортної інфраструктури газопроводів для місцевих перевезень водню у великих кількостях та для експорту.
Здійснення синхронізації енергосистеми та газової інфраструктури відбуватиметься відповідно до «Ініціативи зеленого водню для Європейського Зеленого курсу 2x40 ГВт». На Україну як наймасштабнішого учасника серед усіх країн-учасниць Енергоспівтовариства, виділено створення 10 ГВт нових потужностей з виробництва «зеленого» водню, з яких більшість призначена для експорту до Європейського Союзу. Надлишкову енергію з відновлювальних джерел планується перетворювати на синтетичний газ та закачувати в трубопровід.
У серпні 2020 року «Регіональна газова компанія» у співпраці з низкою українських інститутів почала масштабні дослідження щодо перспектив використання водню та його сумішей у мережах низького та середнього тиску.
До повномасштабної агресії проти України РФ була головним постачальником газу до Європи. Війна та пошкодження газопроводу «Північний потік» у 2022 році призвели до переорієнтації ЄС на інших постачальників. Як наслідок, у 2023 році транзит газу через Україну скоротився до 15 млрд м³, що є лише 8 % від пікових обсягів експорту російського газу різними маршрутами у 2018-2019 роках. Після 31 грудня 2024 року Україна не планує продовжувати транзитні відносини, які забезпечували транспортування газу з Росії до Європи протягом десятиліть.
Після завершення транзитного контракту з «Газпромом» наприкінці 2024 року ГТС переорієнтовується на забезпечення внутрішніх потреб і транзиту між країнами ЄС. Система працюватиме в реверсному режимі, транспортуватиме газ із підземних сховищ до різних регіонів країни, зокрема зі сходу на захід. Однак, через зниження обсягів транспортування, можливе послаблення тиску в системі, що потребує додаткового використання компресорів та заповнення сховищ.
Національний план розвитку ГТС на 2024–2033 роки передбачає модернізацію газопроводів, оновлення компресорних станцій і підготовку інфраструктури до транспортування «зеленого» водню, що відповідає тенденціям європейської декарбонізації.